# 石森大雄
石森 大雄（いしもり だいゆう、1990年9月8日 - ）は、ラグビーユニオンの元選手。

## プロフィール
- 埼玉県上尾市出身。
- ポジションはスクラムハーフ(SH)。
- 身長 173 cm、体重 80 kg
- ニックネームはダイユウ、D。

## 略歴
ロトルアボーイズ高校 卒業後、
2018年、Honda HEAT(現・三重ホンダヒート)に加入。同年10月6日に行われたジャパンラグビートップリーグ第5節のパナソニック ワイルドナイツ戦にて途中出場で公式戦初出場を果たす。
2019年、ヤクルトレビンズに加入。
2020年、日本製鉄釜石シーウェイブスに加入。
2022年、クリタウォーターガッシュ昭島に加入。通訳と選手を兼任していたが、2024年に退団した。